# Cratere Davisson
Davisson è il nome di un cratere lunare da impatto intitolato al fisico statunitense Clinton J. Davisson, Premio Nobel per la fisica nel 1937. Davisson è situato nell'emisfero meridionale della faccia nascosta della Luna, ed attraversa il bordo orientale del grande cratere Leibnitz, sino a penetrarne il pianoro interno. A est-nord-est si trova il cratere Oppenheimer, appena più piccolo di Leibnitz.
Il bordo di Davisson è parzialmente eroso da impatti successivi, in particolare verso nord-est, ma conserva ancora le proprie caratteristiche e si presenta più irregolare agli estremi meridionale e settentrionale. Nel lato occidentale, le pendici interne presentano alcuni terrazzamenti, mentre il pianoro centrale è livellato e privo di caratteristiche, tranne che per un basso picco lievemente spostato verso sud-ovest rispetto al centro geometrico.